# Petra (Creta)
Petra (en griego, Πετράς) es el nombre de una antigua ciudad griega de Creta. Se localiza en Liopetra, al oeste de Sitía, en la costa norte de Creta.
En el yacimiento arqueológico, cuyas excavaciones han sido dirigidas por Metaxia Tsipopoulou, se han encontrado restos que abarcan desde el periodo Neolítico, aunque el primer asentamiento permanente pertenece al periodo Minoico II temprano (2600-2300 a. C.) 
El asentamiento tuvo un importante desarrollo en el periodo Paleopalacial (2000-1650 a. C.) cuyas huellas incluyen una construcción de carácter palaciego. Este edificio tuvo tres fases arquitectónicas: fue construido en torno al 1900-1800 a. C. En esta fase se aprecian huellas de muros que posiblemente sirvieron de fortificación en torno al edificio, lo que constituye un hecho singular con respecto a los otros palacios cretenses. También se ha excavado una extensa necrópolis de los periodos prepalacial y paleopalacial donde, entre otros objetos, se han encontrado varias estatuillas cicládicas. Tras sufrir un incendio hacia el 1700 a. C. fue reconstruido. Su apogeo tuvo lugar en el periodo Neopalacial pero en la parte final de este periodo sufrió dos destrucciones, hacia 1480 y 1425 a. C. Se aprecian signos de reocupación en el periodo Minoico Reciente III.
También hay restos de una acrópolis fortificada del periodo arcaico y clásico.
Asimismo Petra es mencionada en una lista de las ciudades cretenses citadas en un decreto de Cnosos de hacia los años 259/233 a. C.
Además hubo un cementerio del periodo bizantino (siglo XII) sobre los restos del palacio minoico.